# Station Wrocław Wojnów
Station Wrocław Wojnów is een spoorwegstation in de Poolse plaats Wrocław. Zeventien jaar lang was het station ongebruikt, tot dat op 10 april 2017 de lijn naar Wroclaw Glowny van start ging. De lijn begint in Wojnów.